# Leyendas Legendarias

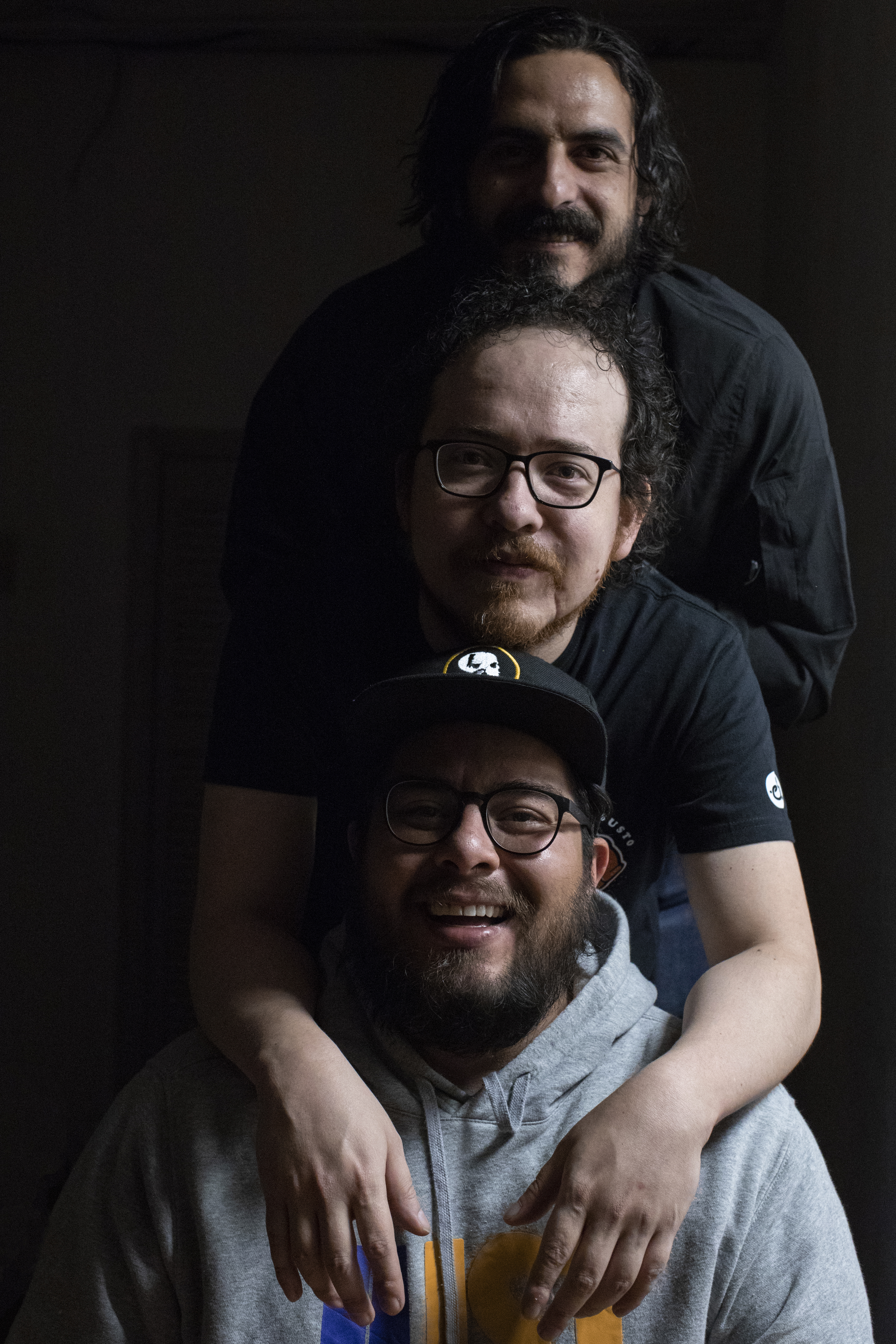
Leyendas Legendarias, 2021

Leyendas Legendarias es un podcast mexicano de comedia, iniciado en 2019, que aborda temas de crimen real, fenómenos paranormales o eventos históricos peculiares, también hablando acerca de temas de ocultismo, presentado por los comediantes de stand-up José Antonio Badía Pazos "El Badiablo", Eduardo Espinosa García "Lolo" y Mario López Capistrán "Borre". Es reconocido como uno de los podcasts en habla hispana más populares, siendo el más escuchado en México a través de Spotify en 2020 y uno de los más descargados de América Latina.

## Historia
José Antonio Badía y Eduardo Espinosa son dos comediantes mexicanos originarios de Ciudad Juárez, Chihuahua. La idea de Leyendas Legendarias surge a partir de un segmento que tenían en un programa web anterior llamado El Late Night con Badía, con la intención de tocar temas escabrosos desde el humor, alejados del morbo y el sensacionalismo. Su primera emisión fue el 6 de marzo de 2019, con un episodio dedicado a las Poquianchis, un grupo de asesinas seriales mexicanas activas entre 1945 y 1964.
Los primeros episodios tuvieron una aceptación moderada, pero a partir de su emisión 17 alcanzaron mayor notoriedad, gracias a un programa sobre el caso Cañitas, una presunta casa embrujada en la Ciudad de México.
A inicios de 2020, la plataforma de podcasts estadounidense All Things Comedy, fundada por los comediantes Al Madrigal y Bill Burr, firmó a Leyendas Legendarias, convirtiéndolo en el primer pódcast de habla hispana en su red.
Mario López Capistrán se convirtió en miembro oficial de la alineación en el 2020 con el episodio Paso Dyatlov.
De acuerdo con el informe Podcast Report Latinoamérica de noviembre de 2020, Leyendas Legendarias es el tercer pódcast más escuchado en América Latina, con 420 mil 768 descargas entre el 2 y el 29 de noviembre de dicho año. Ese mismo mes, el pódcast contaba con 333 mil suscriptores y más de 26 millones de vistas en YouTube.

## Temáticas
Leyendas Legendarias ha abordado casos vinculados con crímenes reales, tales como asesinatos en serie, asesinatos masivos, cultos, entre otros. Entre las biografías de asesinos célebres que ha comentado se encuentran Richard Ramírez, Ted Bundy, John Wayne Gacy, Jeffrey Dahmer, Charles Manson, Jim Jones, Ed Gein, Edmund Kemper, Dennis Rader, Andréi Chikatilo, Belle Guinness, Isabel Bathory y Cayetano Santos Godino.
El pódcast también se ha enfocado en criminales mexicanos como Gregorio Cárdenas (El estrangulador de Tacuba), Claudia Mijangos (La hiena de Querétaro), Juana Barraza Samperio (La mataviejitas), José Luis Calva Zepeda (El caníbal de la Guerrero), Adolfo de Jesús Constanzo (El narcosatánico de Matamoros), Ángel Maturnino Reséndiz (El asesino del ferrocarril), Felícitas Sánchez Aguillón (La ogresa de la colonia Roma) y los Huipas; así como la red de explotación infantil de Gloria Trevi y Sergio Andrade, el asesinato de Paulette Gebara Farah, la muerte misteriosa del locutor Juan Ramón Sáenz, o el accidente por contaminación con cobalto 60 de Ciudad Juárez.
Otros temas recurrentes son el ocultismo ─con temas como la ouija, la reencarnación, la magia caos, o las biografías de personajes como Marie Loveau y Teresa Urrea─; el fenómeno ovni ─con casos como la abducción de Betty y Barney Hill, el caso Roswell, la abducción de Travis Walton, el proyecto Blue Book, los Hombres de Negro─; eventos paranormales ─supuestas posesiones demoníacas, exorcismos, poltergeists─ y la criptozoología ─apariciones del Hombre polilla, Pie Grande y otras criaturas míticas─.

## Formato
Leyendas Legendarias es una emisión semanal, de 60 a 120 minutos aproximadamente por episodio, que se publica cada miércoles en Spotify, YouTube y otras plataformas de podcasting.
La emisión es conducida por José Antonio Badía ─quien se encarga de hacer investigaciones sobre los temas─, acompañado de Eduardo Espinosa y Mario Capistrán. A menudo cuentan con invitados especiales ─en su mayoría, comediantes de stand-up o celebridades de Internet─.

## Anfitriones
- José Antonio Badia "El Badiablo"
- Eduardo "Lolo" Espinosa
- Mario López "Borre" Capistrán

## Miembros del equipo de trabajo
- Gabriela "Gabe" Ruiz (productora/manager)[14]
- Tania Torres (community manager)[15]
- Héctor Villalobos (personal manager) [16]
- Ramferi Cortés (video/audio) [15]
- Bryan Espinoza (edición) [15]
- Carlos Báez (diseño/social) [15]

## Premios y nominaciones
| Galardón                   | Año  | Categoría                | Resultado | Ref    |
| -------------------------- | ---- | ------------------------ | --------- | ------ |
| iHeartRadio Podcast Awards | 2025 | Mejor Podcast en español | Nominado  | [ 17 ] |
| iHeartRadio Podcast Awards | 2024 | Mejor Podcast en español | Ganador   | [ 18 ] |
| iHeartRadio Podcast Awards | 2021 | Mejor Podcast en español | Ganador   | [ 19 ] |
| Premios MTV Miaw           | 2021 | Amo del Podcast          | Nominado  | [ 20 ] |
| Spotify Awards             | 2020 | Podcast del Año          | Nominado  | [ 21 ] |

## Libro
Leyendas Legendarias: Los archivos secretos de los casos más inexplicables, publicado por Editorial Planeta en 2023 

## Listado de episodios
| Episodio              | Fecha              | Título                                                            | Invitados Especiales                                | Notas | Duración |
| --------------------- | ------------------ | ----------------------------------------------------------------- | --------------------------------------------------- | --- | -------- |
| 1                     | 06 Mar 2019        | Las Poquianchis                                                   | Jorge "Coki" Szewc                                  | | 1:02:45  |
| 2                     | 13 Mar 2019        | El Monstruo De Ecatepec                                           | Nicolás Carmona                                     | | 1:01:05  |
| 3                     | 20 Mar 2019        | Criaturas De Sudamérica                                           | Mario Capistrán                                     | Invunche de Chile, El Pombero de Argentina, El Bufeo de Brasil, La Ciguapa de América Central, El Kurupí de la mitología guaraní, Ucumar de Argentina y Bolivia, La Tunda de Colombia y Ecuador. | 1:05:30  |
| 4                     | 27 Mar 2019        | Criaturas De Norteamérica                                         | Mario Capistrán                                     | El Nahual del folklore mesoamericano, El "Skinwalker" de la cultura navajo, El Chupacabras de Puerto Rico, "Pie Grande" de Estados Unidos, El "Mothman" de Estados Unidos.                       | 1:43:04  |
| 4.5                   | 01 Abr 2019        | Criaturas De México                                               | Nicolás Carmona                                     | Grabado para "El Late Night con Badía". | 0:11:35  |
| 5                     | 03 Abr 2019        | Terrores Nocturnos                                                | Manu Nna                                            | | 0:58:11  |
| 6                     | 10 Abr 2019        | El Estrangulador De Tacuba                                        | Jorge "Coki" Szewc                                  | | 1:21:03  |
| 7                     | 17 Abr 2019        | Pánico Satánico                                                   | Gustavo Garza                                       | | 1:15:53  |
| 8                     | 24 Abr 2019        | Cobalto 60                                                        | Slobotzky                                           | | 1:00:51  |
| 9                     | 1 de mayo de 2019  | La Hiena De Querétaro                                             | Gabe Ruiz                                           | | 1:10:17  |
| 10                    | 8 de mayo de 2019  | Abducciones Alienígenas En Latinoamérica                          | Jorge "Coki" Szewc                                  | | 1:08:06  |
| 11                    | 15 de mayo de 2019 | La Exorcista De Almansa                                           | Mario Capistrán                                     | | 1:06:29  |
| 12                    | 22 de mayo de 2019 | Los Narcosatánicos                                                | Fran Hevia                                          | | 1:08:13  |
| 13                    | 29 de mayo de 2019 | El Caso Josué                                                     | Jorge "Coki" Szewc                                  | | 1:03:47  |
| 14                    | 05 Jun 2019        | El Monje Negro De Pontefract                                      | El Chaparro Salazar                                 | | 1:27:22  |
| 15                    | 12 Jun 2019        | Las Brujas De Salem                                               | Jorge "Coki" Szewc                                  | | 1:08:13  |
| 16                    | 19 Jun 2019        | La Mataviejitas                                                   | Ana Julia Yeyé (de "Shishis Pa' la Banda")          | Grabado desde Ciudad de México. | 1:01:00  |
| 17                    | 26 Jun 2019        | La Farsa De Cañitas                                               | Ricardo O'Farrill                                   | | 1:27:15  |
| 18                    | 03 Jul 2019        | Billy Milligan                                                    | Alex Fernández                                      | | 1:05:11  |
| 19                    | 10 Jul 2019        | El Encubrimiento De Roswell                                       | Mónica Escobedo                                     | | 1:22:56  |
| 20                    | 17 Jul 2019        | El Monstruo De Los Andes                                          | Juan José Covarrubias y Mario Capistrán             | Grabado desde Ciudad de México. | 1:10:44  |
| 21                    | 24 Jul 2019        | El Rancho Del Skinwalker                                          | Coco Celis                                          | | 1:25:13  |
| 22                    | 31 Jul 2019        | El Asesinato De Paulette                                          | Raúl G. Meneses                                     | | 1:46:50  |
| 23                    | 07 Ago 2019        | El Asesinato En Cumbres                                           | Hugo "El Cojo Feliz" Pérez (de "La Hora Feliz")     | | 1:34:24  |
| 24                    | 14 Ago 2019        | La Entidad                                                        | Oscar Escárraga y Pepe Pérez (de "Señales Podcast") | | 1:36:45  |
| Extra                 | 15 Ago 2015        | Historias de Miedo                                                | Nicolas Carmona                                     | | 0:54:45  |
| 25                    | 21 Ago 2019        | El Proyecto MK Ultra                                              | Alex Fernández                                      | | 1:13:07  |
| 26                    | 28 Ago 2019        | El Culto Trevi-Andrade                                            | Nicho Peñavera                                      | | 1:26:04  |
| 27                    | 04 Sep 2019        | Los Amos Del Caos                                                 | Slobotzky y Ricardo Pérez (de "La Cotorrisa")       | Grabado desde Hotel Roma 191, Ciudad de México | 1:26:06  |
| 28                    | 11 Sep 2019        | El Fraude De Los Warren                                           | Pepe y Teo                                          | Grabado desde Hotel Roma 191, Ciudad de México | 1:14:35  |
| 29                    | 18 Sep 2019        | El asesinato de Paco Stanley                                      | El Tío Rober                                        | Grabado desde Ciudad de México. Eliminado | 1:17:06  |
| 30                    | 25 Sep 2019        | John Wayne Gacy                                                   | Alexis de Anda                                      | | 1:25:06  |
| 31                    | 02 Oct 2019        | Richard Ramírez Parte 1                                           | Jorge "Coki" Szewc                                  | | 1:17:33  |
| 32                    | 09 Oct 2019        | Richard Ramírez Parte 2                                           | Jorge "Coki" Szewc                                  | | 1:23:06  |
| 33                    | 16 Oct 2019        | Los Hombres De Negro                                              | Mario Capistrán                                     | Grabado en vivo desde Ciudad Juárez. | 1:17:38  |
| 34                    | 23 Oct 2019        | Los Tres De West Memphis                                          | Jorge Rodallegas                                    | | 2:07:45  |
| 35                    | 30 Oct 2019        | El Exorcismo De Ronald Hunkeler                                   | Cacho Cantú                                         | En vivo desde Monterrey. | 1:10.46  |
| 35 (Realidad Alterna) | 25 Dic 2019        | El Exorcismo De Ronald Hunkeler                                   | Ana Tamez                                           | Grabado en vivo desde "El Escocés", en Querétaro. | 1:04:12  |
| 36                    | 06 Nov 2019        | La Reina Del Vudú                                                 | Bernardita Ruffinelli                               | | 1:17:38  |
| 37                    | 13 Nov 2019        | Elizabeth Báthory                                                 | Paty Bacelis (de "Shishis Pa' la Banda")            | Grabado en vivo desde "La Caja Popular", en Querétaro. | 1:16:06  |
| 37 (Realidad Alterna) | 25 Dic 2019        | Elizabeth Báthory                                                 | Bubu Romo                                           | Grabado en vivo desde "La Caja Popular", en Querétaro. | 0:55:56  |
| 38                    | 20 Nov 2019        | El Mothman                                                        | Mario Capistrán                                     | | 1:18:41  |
| 39                    | 27 Nov 2019        | La Abducción De Los Hill                                          | Ana Julia Yeyé (de "Shishis Pa' la Banda")          | Grabado en vivo desde Puebla. | 1:13:54  |
| 40                    | 04 Dic 2019        | William Bonin                                                     | Diego Zanassi                                       | | 1:16:00  |
| 41                    | 11 Dic 2019        | Jonestown Parte 1                                                 | Jorge Rodallegas                                    | | 1:30:21  |
| 42                    | 18 Dic 2019        | Jonestown Parte 2                                                 | Jorge Rodallegas                                    | | 1:55.18  |
| 43                    | 25 Dic 2019        | ¡Feliz Navidarks!                                                 | Sam Butler                                          | | 1:19:59  |
| 44                    | 01 Ene 2020        | Ed Gein                                                           | Jorge "Coki" Szewc                                  | | 1:25:35  |
| 45                    | 08 Ene 2020        | Los Niños De Los Ojos Negros                                      | Mario Capistrán                                     | | 1:17:39  |
| 46                    | 15 Ene 2020        | Crononautas                                                       | Luis Cortés Cervantes                               | | 1:20:38  |
| 47                    | 22 Ene 2020        | Sharon Kinne                                                      | Gabe Ruiz                                           | | 1:20:17  |
| 48                    | 29 Ene 2020        | Testigos De Ultratumba                                            | Marcos Duarte / Antonio Zacruz                      | | 1:05:48  |
| 49                    | 05 Feb 2020        | Pazuzu Algarad                                                    | LNG/SHT                                             | | 1:26:42  |
| 50                    | 12 Feb 2020        | El Caníbal De La Guerrero Parte 1                                 | Slobotzky y Ricardo Pérez (de "La Cotorrisa")       | Grabado desde el set de "La Cotorrisa", en Ciudad de México | 1:09:43  |
| 51                    | 19 Feb 2020        | El Caníbal De La Guerrero Parte 2                                 | Slobotzky y Ricardo Pérez (de "La Cotorrisa")       | Grabado desde el set de "La Cotorrisa", en Ciudad de México | 1:24:31  |
| 52                    | 26 Feb 2020        | Arcontes Y Reptilianos                                            | Mario Capistrán                                     | | 2:08:09  |
| 53                    | 04 Mar 2020        | La Gran Bestia Aleister Crowley                                   | Tío Rober                                           | | 1:33:47  |
| 54                    | 11 Mar 2020        | Belle Gunness Parte 1                                             | Jorge "Coki" Szewc                                  | | 1:17:52  |
| 55                    | 18 Mar 2020        | Belle Gunness Parte 2                                             | Jorge "Coki" Szewc                                  | | 1:28:29  |
| 56                    | 25 Mar 2020        | Los Huipas                                                        | Raúl G. Meneses                                     | | 1:39:46  |
| 57                    | 01 Abr 2020        | El Misterio De Baldoon                                            | Luisardo García                                     | | 1:56:54  |
| 58                    | 08 Abr 2020        | El Incidente En El Paso Dyatlov                                   | Mario Capistrán                                     | | 2:01:29  |
| 59                    | 15 Abr 2020        | La Bruja Del Rock & Roll                                          | Mario Capistrán                                     | | 1:38:17  |
| 60                    | 22 Abr 2020        | Charlie Manson (parte 1)                                          | Mario Capistrán                                     | | 1:45:14  |
| 61                    | 29 Abr 2020        | Charlie Manson (parte 2)                                          | Mario Capistrán                                     | | 2:07:13  |
| 62                    | 6 de mayo de 2020  | Richard Chase                                                     | Mario Capistrán                                     | | 2:11.54  |
| 63                    | 13 de mayo de 2020 | La Magia Caos                                                     |                                                     | Desde este episodio, Mario López Capistran no es indicado como "Invitado Especial", apareciendo en la portada del capítulo.                                                                      | 1:39:35  |
| 64                    | 20 de mayo de 2020 | El Hombre Psicokinesis                                            |                                                     | | 1:22:15  |
| 65                    | 27 de mayo de 2020 | La Ogresa De La Roma                                              |                                                     | | 1:24:27  |
| 66                    | 03 Jun 2020        | Hans Schmidt                                                      |                                                     | | 1:24:25  |
| 67                    | 10 Jun 2020        | El Incidente Rendlesham                                           |                                                     | | 1:33:16  |
| 68                    | 17 Jun 2020        | Bigfoot (parte 1)                                                 |                                                     | | 1:36:54  |
| 69                    | 24 Jun 2020        | Bigfoot (parte 2)                                                 |                                                     | | 1:26:49  |
| 70                    | 01 Jul 2020        | La Rebelión En Stonewall                                          |                                                     | | 1:35:54  |
| 71                    | 08 Jul 2020        | El Palacio Negro De Lecumberri                                    |                                                     | | 1:44:02  |
| 72                    | 15 Jul 2020        | El Embrujamiento En San Pedro                                     |                                                     | | 1:19:24  |
| 73                    | 22 Jul 2020        | Ángel Maturino Reséndiz                                           |                                                     | | 1:22:26  |
| 74                    | 29 Jul 2020        | La (Des)Madre Teresa                                              |                                                     | | 1:17:12  |
| 75                    | 05 Ago 2020        | Ed Kemper                                                         |                                                     | Parte del Especial "Agosto Asesino" | 1:37:40  |
| 76                    | 12 Ago 2020        | Ted Bundy                                                         |                                                     | Parte del Especial "Agosto Asesino" | 1:53:43  |
| 77                    | 19 Ago 2020        | Dennis Rader - BTK                                                |                                                     | Parte del Especial "Agosto Asesino" | 1:40:38  |
| 78                    | 26 Ago 2020        | Jeffrey Dahmer (Parte 1)                                          | Cacho Cantú                                         | Parte del Especial "Agosto Asesino" | 1:35:47  |
| 79                    | 02 Sep 2020        | Jeffrey Dahmer (Parte 2)                                          | Cacho Cantú                                         | Parte del Especial "Agosto Asesino" | 1:55:23  |
| 80                    | 09 Sep 2020        | Misterios Misteriosos Vol. 1                                      |                                                     | Pánico Vampirico de Querétaro, "The Axe Man", Monitos de Meoqui, Encuentro Kelly–Hopkinsville, La Pascualita.                                                                                    | 1:25:24  |
| 81                    | 16 Sep 2020        | Santa Anna El 15 Uñas                                             |                                                     | | 1:12:36  |
| 82                    | 23 Sep 2020        | La Bestia De Gévaudan                                             |                                                     | | 1:22:45  |
| 83                    | 30 Sep 2020        | El Proyecto Blue Book                                             |                                                     | | 1:27:05  |
| 84                    | 07 Oct 2020        | La Orden Del Templo Solar                                         |                                                     | | 1:30:16  |
| 85                    | 14 Oct 2020        | Los Fantasmas de Fox Hollow Farm                                  |                                                     | | 1:38:46  |
| 86                    | 21 Oct 2020        | La Posesión De María Pizarro                                      |                                                     | | 1:43:19  |
| 87                    | 28 Oct 2020        | La Mancomunidad Secreta De Las Hadas                              |                                                     | | 1:42:05  |
| 88                    | 04 Nov 2020        | La Ouija                                                          |                                                     | | 1:23:09  |
| 89                    | 11 Nov 2020        | Los Resureccionistas                                              | Conde Fabregat                                      | | 1:24:30  |
| 90                    | 18 Nov 2020        | Santa Teresa Urrea                                                | Renato Guillén                                      | Eliminado |          |
| 90                    | 8 de mayo de 2021  | Santa Teresa Urrea                                                | Gabe Ruiz                                           | Sustituyó al episodio 90 con Renato Guillén |          |
| 91                    | 25 Nov 2020        | Andrei Chikatilo (parte 1)                                        |                                                     | |          |
| 92                    | 02 Dic 2020        | Andrei Chikatilo (parte 2)                                        |                                                     | |          |
| 93                    | 09 Dic 2020        | La Reencarnación                                                  |                                                     | |          |
| 94                    | 16 Dic 2020        | La Abducción De Travis Walton                                     |                                                     | |          |
| 95                    | 23 Dic 2020        | El Petiso Orejudo                                                 |                                                     | |          |
| 96                    | 30 Dic 2020        | Buscando A The Finders (parte 1)                                  |                                                     | Gabe Ruiz sustituye a Mario “El Borre” Capistran |          |
| 97                    | 06 Ene 2021        | Buscando A The Finders (parte 2)                                  |                                                     | Gabe Ruiz sustituye a Mario “El Borre” Capistran |          |
| 98                    | 13 Ene 2021        | Misterios Misteriosos Vol. 2                                      |                                                     | Criaturas en el cielo, Incidente Khamar-Daban, Hombre melificado, Combustión Espontánea, Dark Knight Satellite                                                                                   |          |
| 99                    | 20 Ene 2021        | Luis Alfredo Garavito                                             |                                                     | |          |
| 100                   | 27 Ene 2021        | H. H. Holmes                                                      |                                                     | |          |
| 101                   | 03 Feb 2021        | Shiro Ishii Y La Unidad 731                                       |                                                     | El episodio cuenta con datos de animalitos contados por Borre |          |
| 102                   | 10 Feb 2021        | Criaturas De Japón - Los Yokai                                    |                                                     | |          |
| 103                   | 17 Feb 2021        | El Capitán Fantasma                                               |                                                     | |          |
| 104                   | 24 Feb 2021        | NXIVM (parte 1)                                                   |                                                     | |          |
| 105                   | 03 Mar 2021        | NXIVM (parte 2)                                                   |                                                     | |          |
| 106                   | 10 Mar 2021        | El Vampiro De Highgate                                            |                                                     | |          |
| 107                   | 17 Mar 2021        | El Fenómeno "Missing 411"                                         |                                                     | |          |
| 108                   | 24 Mar 2021        | La Bruja De Bell                                                  | Alex Fernández                                      | |          |
| 109                   | 31 Mar 2021        | Gary Ridgway                                                      |                                                     | |          |
| 110                   | 07 Abr 2021        | Demonología                                                       |                                                     | |          |
| 111                   | 14 Abr 2021        | Masacre En Columbine (parte 1)                                    |                                                     | |          |
| 112                   | 21 Abr 2021        | Masacre En Columbine (parte 2)                                    |                                                     | |          |
| 113                   | 28 Abr 2021        | La Abducción Andreasson                                           |                                                     | |          |
| 114                   | 5 de mayo de 2021  | Nannie Doss                                                       |                                                     | |          |
| 115                   | 12 de mayo de 2021 | Leonarda Cianciulli                                               |                                                     | |          |
| 116                   | 19 de mayo de 2021 | Theresa Knorr                                                     |                                                     | |          |
| 117                   | 26 de mayo de 2021 | Gertrude Baniszewski                                              |                                                     | El episodio cuenta con datos de animalitos contados por Borre |          |
| 118                   | 02 Jun 2021        | El Culto Heaven's Gate (parte 1)                                  |                                                     | |          |
| 119                   | 09 Jun 2021        | El Culto Heaven's Gate (parte 2)                                  |                                                     | |          |
| 120                   | 16 Jun 2021        | Encuentros del Tercer Tipo en México                              |                                                     | |          |
| 121                   | 23 Jun 2021        | El Experimento Philadelphia                                       |                                                     | |          |
| 122                   | 30 Jun 2021        | Spring Heeled Jack                                                |                                                     | |          |
| 123                   | 07 Jul 2021        | Zodiac (parte 1)                                                  |                                                     | Primer caso que está dividido en 3 partes |          |
| 124                   | 14 Jul 2021        | Zodiac (parte 2)                                                  |                                                     | |          |
| 125                   | 21 Jul 2021        | Zodiac (parte 3)                                                  |                                                     | |          |
| 126                   | 28 Jul 2021        | Entierros Prematuros                                              |                                                     | |          |
| 127                   | 04 Ago 2021        | Peter Kürten                                                      |                                                     | |          |
| 128                   | 11 Ago 2021        | Fenómenos Inverosímiles                                           |                                                     | Especial de cumpleaños #40 de Badía. Basado en el libro homónimo de la editorial Reader's Digest.                                                                                                |          |
| 129                   | 18 Ago 2021        | Los Asesinatos Esotéricos                                         |                                                     | |          |
| 130                   | 25 Ago 2021        | Aileen Wuornos                                                    |                                                     | |          |
| 131                   | 01 Sep 2021        | El Poltergeist de Vallecas                                        | Pancho Estrada                                      | |          |
| 132                   | 08 Sep 2021        | Las Caras de Bélmez                                               |                                                     | |          |
| 133                   | 15 Sep 2021        | José María Miculax                                                |                                                     | |          |
| 134                   | 22 Sep 2021        | Herbert Mullin                                                    |                                                     | |          |
| 135                   | 29 Sep 2021        | Gef: La Mangosta Parlante                                         |                                                     | |          |
| 136                   | 06 Oct 2021        | La Desaparición de Jacobo Grinberg                                | Raúl G. Meneses                                     | |          |
| 137                   | 13 Oct 2021        | Operación Prato                                                   |                                                     | |          |
| 138                   | 20 Oct 2021        | La Locura en la Castañeda                                         | Chumel Torres                                       | |          |
| 139                   | 27 Oct 2021        | Tres Triángulos Terroríficos                                      |                                                     | Tríangulo de Bridgewater, Triángulo de Bennington y el Triángulo de las Bermudas. |          |
| 140                   | 03 Nov 2021        | Francisco I. Madero y el Espiritismo                              |                                                     | |          |
| 141                   | 10 Nov 2021        | Israel Keyes                                                      |                                                     | |          |
| 142                   | 17 Nov 2021        | El Villano Pancho Villa (parte 1)                                 |                                                     | |          |
| 143                   | 24 Nov 2021        | El Villano Pancho Villa (parte 2)                                 |                                                     | |          |
| 144                   | 1 Dic 2021         | La Demencial Era Victoriana                                       | Franco Escamilla                                    | |          |
| 145                   | 8 Dic 2021         | La Dalia Negra                                                    |                                                     | |          |
| 146                   | 15 Dic 2021        | Las Monjas Poseídas de Loudun                                     |                                                     | |          |
| 147                   | 22 Dic 2021        | El Culto Asesino Aum Shinrikyō Parte 1                            |                                                     | |          |
| 148                   | 29 Dic 2021        | El Culto Asesino Aum Shinrikyō Parte 2                            |                                                     | |          |
| 149                   | 5 Ene 2022         | El Culto Asesino Aum Shinrikyō Parte 3                            |                                                     | |          |
| 150                   | 12 Ene 2022        | Sífilis - El Catarro del Amor                                     |                                                     | |          |
| 151                   | 19 Ene 2022        | Robert Pickton                                                    | Kike Vázquez                                        | |          |
| 152                   | 26 Ene 2022        | Rodney Alcala                                                     |                                                     | |          |
| 153                   | 2 Feb 2022         | Bonnie y Clyde Parte 1                                            |                                                     | |          |
| 154                   | 9 Feb 2022         | Bonnie y Clyde Parte 2                                            |                                                     | |          |
| 155                   | 16 Feb 2022        | Ray Y Martha: los asesinos de los córazones solitarios            |                                                     | |          |
| 156                   | 23 Feb 2022        | Rosemary y Fred West                                              |                                                     | |          |
| 157                   | 2 Mar 2022         | La Casa de los Macetones y otros padres paranoicos                | Coco Celis                                          | |          |
| 158                   | 9 Mar 2022         | Las Bestias de Satán                                              |                                                     | |          |
| 159                   | 16 Mar 2022        | Los 3 Jesucristos                                                 |                                                     | |          |
| 160                   | 23 Mar 2022        | Albert Fish pt. 1                                                 |                                                     | |          |
| 161                   | 30 Mar 2022        | Albert Fish pt. 2                                                 |                                                     | |          |
| 162                   | 06 Abr 2022        | Arturo "El Negro" Durazo                                          |                                                     | |          |
| 163                   | 13 Abr 2022        | Operación Stargate de la CIA                                      |                                                     | |          |
| 164                   | 20 Abr 2022        | Encuentros Paranormales Policiacos                                |                                                     | |          |
| 165                   | 27 Abr 2022        | El Misterios del Asesinato de Van Gogh Pt.1                       |                                                     | |          |
| 166                   | 4 de mayo de 2022  | El Misterios del Asesinato de Van Gogh Pt.2                       |                                                     | |          |
| 167                   | 11 de mayo de 2022 | Misterios Misteriosos Vol.3 Casos Sin Resolver                    |                                                     | |          |
| 168                   | 18 de mayo de 2022 | Misterios Misteriosos Vol. 4: Casos Sin Resolver                  |                                                     | |          |
| 169                   | 25 de mayo de 2022 | La Sala de la Infamia de los Papas                                |                                                     | |          |
| 170                   | 01 Jun 2022        | Manuel Blanco Romasanta                                           |                                                     | |          |
| 171                   | 08 Jun 2022        | ¿Quién Puso a Bella en el Olmo Wych?                              |                                                     | |          |
| 172                   | 15 Jun 2022        | El Poltergeist en la computadora: Los mensajes de Dodleston       |                                                     | |          |
| 173                   | 22 Jun 2022        | Dean Corll "The Candyman"                                         |                                                     | |          |
| 174                   | 29 Jun 2022        | Francisca Zetina "La Paca"                                        |                                                     | |          |
| 175                   | 06 Jul 2022        | El Ocultismo de la Segunda Guerra Mundial                         |                                                     | |          |
| 176                   | 13 Jul 2022        | Bernardo y Karla: los asesinos Ken y Barbie                       |                                                     | |          |
| 177                   | 20 Jul 2022        | Lookout Mountain: Morrison, Monroe, Manson y Marcianos            |                                                     | |          |
| 178                   | 27 Jul 2022        | El Misterioso Bosque de Hoia Baciu                                |                                                     | |          |
| 179                   | 03 Ago 2022        | La Operación “Carne Molida”                                       |                                                     | |          |
| 180                   | 10 Ago 2022        | Niños Ferales Pt. 1                                               |                                                     | |          |
| 181                   | 17 Ago 2022        | Niños Ferales Pt. 2                                               |                                                     | |          |
| 182                   | 24 Ago 2022        | Los Niños Cazavampiros de Gorbals                                 |                                                     | |          |
| 183                   | 31 Ago 2022        | Robert Hansen “El Panadero Carnicero”                             |                                                     | |          |
| 184                   | 07 SEP 2022        | Egipto Gótico                                                     |                                                     | |          |
| 185                   | 14 Sep 2022        | El Culto de los “Anthill Kids”                                    |                                                     | |          |
| 186                   | 21 Sep 2022        | Carl Panzram                                                      |                                                     | |          |
| 187                   | 28 Sep 2022        | Guillén de Lampart                                                |                                                     | |          |
| 188                   | 05 Oct 2022        | La Agenda Alienígena                                              |                                                     | |          |
| 189                   | 12 Oct 2022        | El Poltergeist de Battersea                                       |                                                     | | 1:05:13  |
| 190                   | 19 Oct 2022        | Cuando los Fantasmas Matan                                        |                                                     | | 1:01:04  |
| 191                   | 26 Oct 2022        | La Casa de los 200 Demonios                                       |                                                     | | 1:17:54  |
| 192                   | 2 Nov 2022         | El Brevario Bizarro Vol.1                                         |                                                     | | 1:12:15  |
| 193                   | 9 Nov 2022         | La desaparición de la familia Jamison                             |                                                     | | 1:02:48  |
| 194                   | 16 Nov 2022        | El Mesías de la Castañeda                                         |                                                     | | 0:59:44  |
| 195                   | 23 Nov 2022        | Shin, Anne y Mary: Las mujeres piratas                            | Carlos Ballarta                                     | | 1:06.52  |
| 196                   | 30 Nov 2022        | La Cienciología Pt. 1                                             |                                                     | | 1:13:15  |
| 197                   | 07 Dic 2022        | La Cienciología Pt. 2                                             |                                                     | | 1:18:25  |
| 198                   | 14 Dic 2022        | La Cienciología Pt. 3                                             |                                                     | | 1:19:39  |
| 199                   | 21 Dic 2022        | Casey Anthony                                                     |                                                     | | 1:21:31  |
| 200                   | 28 Dic 2022        | El Brevario Bizarro Vol. 2                                        |                                                     | | 1:06:28  |
| 201                   | 04 Ene 2023        | Ilse Koch "la perra de Buchenwald                                 |                                                     | | 1:07.38  |
| 202                   | 11 Ene 2023        | Mama Rosa "La matrona del terror"                                 |                                                     | | 1:07:47  |
| 203                   | 18 Ene 2023        | La Maravilla de las Watseka                                       |                                                     | | 1:05:03  |
| 204                   | 25 Ene 2023        | Los Fantasmas del vuelo 401                                       |                                                     | | 1:17:52  |
| 205                   | 01 Feb 2023        | Los Mormones Pt.1                                                 |                                                     | | 1:27:02  |
| 206                   | 08 Feb 2023        | Los Mormones Pt.2                                                 |                                                     | | 1:13:25  |
| 207                   | 15 Feb 2023        | Los Mormones Pt.3                                                 |                                                     | | 1:02:07  |
| 208                   | 22 Feb 2023        | La Colonia Dignidad                                               |                                                     | | 1:17:07  |
| 209                   | 01 Mar 2023        | Los Enigmaticos Raelianos                                         |                                                     | | 1:35:48  |
| 210                   | 08 Mar 2023        | El "secuestro" de Sherri Papini                                   |                                                     | | 1:15:28  |
| 211                   | 15 Mar 2023        | Lizzie Borden                                                     |                                                     | | 1:14:06  |
| 212                   | 22 Mar 2023        | El Brevario Bizarro Vol.3                                         |                                                     | | 1:18.08  |
| 213                   | 29 Mar 2023        | Criptidos de África                                               |                                                     | | 1:09:15  |
| 214                   | 05 Abr 2023        | El Roswell Ruso y otros casos de Aliens                           |                                                     | | 1:28:45  |
| 215                   | 12 Abr 2023        | La Estafa del Niño Globo                                          |                                                     | | 1:01:27  |
| 216                   | 19 Abr 2023        | El libro de Enoc y los Nefilim                                    |                                                     | | 1:14:41  |
| 217                   | 26 Abr 2023        | Gigantes entre nosotros                                           |                                                     | | 1:17:51  |
| 218                   | 3 de mayo de 2023  | Madeleine McCann                                                  |                                                     | | 1:26:18  |
| 219                   | 10 de mayo de 2023 | Los misteriosos asesinatos de Hinterkaifeck                       | Javier Ibarreche                                    | | 1:20.29  |
| 220                   | 17 de mayo de 2023 | El asesinato de JonBenét Ramsey                                   |                                                     | | 1:27:19  |
| 221                   | 24 de mayo de 2023 | La muerte de Phoebe Handsjuk                                      |                                                     | | 1:05:20  |
| 222                   | 31 de mayo de 2023 | El Culto de la Luz del Mundo                                      |                                                     | | 1:07;49  |
| 223                   | 07 Jun 2023        | Chris Watts - El Aniquilador de Familia                           |                                                     | | 1:17:04  |
| 224                   | 14 Jun 2023        | John List - El Contador Asesino                                   |                                                     | | 1:27:53  |
| 225                   | 21 Jun 2023        | Xavier Dupont de Ligonnès: el Conde Aniquilador                   |                                                     | | 1:07:01  |
| 226                   | 28 Jun 2023        | Josh Powell - Asesino por herencia                                |                                                     | | 1:07:57  |
| 227                   | 5 Jul 2023         | El misterioso asesinato de los niños Tan                          |                                                     | | 1:12:32  |
| 228                   | 12 Jul 2023        | Amelia Dyer, la ogresa de Reading                                 |                                                     | | 1:04:05  |
| 229                   | 19 Jul 2023        | Gilles de Raise - El primer asesino en serie                      |                                                     | | 1:17:04  |
| 230                   | 25 Jul 2023        | Joyce McKinney y el mormón esposado                               |                                                     | | 1:09:28  |
| 231                   | 2 Ago 2023         | Richard Speck - El asesino de enfermeras                          |                                                     | | 55:12    |
| 232                   | 9 Ago 2023         | Tsutomu Miyazaki: El Otaku Caníbal                                |                                                     | | 1:14:37  |
| 233                   | 16 Ago 2023        | Albert DeSalvo: ¿El estrangulador de Boston?                      |                                                     | | 1:19:08  |
| 234                   | 23 Ago 2023        | Andrew Cunanan "El Asesino de Moda"                               |                                                     | | 1:04:24  |
| 235                   | 30 Ago 2023        | O.J. Simpson: El asesinato del siglo                              |                                                     | | 1:10:13  |
| 236                   | 4 Sep 2023         | Leyendas de cada estado Mexicano: Parte 1                         |                                                     | | 1:23:29  |
| 237                   | 13 Sep 2023        | Leyendas de cada estado Mexicano: Parte 2                         |                                                     | | 1:27:46  |
| 238                   | 20 Sep 2023        | Compilado del crimen mexicano                                     |                                                     | | 1:21:38  |
| 239                   | 27 Sep 2023        | Gypsy Rose: La niña que mató para vivir                           |                                                     | | 1:15:19  |
| 240                   | 4 Oct 2023         | Jack the Ripper: Pt. 1 "Víctimas de la ciudad"                    |                                                     | | 1:27:12  |
| 241                   | 11 Oct 2023        | Jack the Ripper: Pt. 2 "Desde el infierno"                        |                                                     | | 1:29:28  |
| 242                   | 18 Oct 2023        | La Rectoría Borley: El lugar más embrujado de Inglaterra          |                                                     | | 1:07:22  |
| 243                   | 25 Oct 2023        | Sanatorio Waverly Hills: El túnel de la muerte                    |                                                     | | 1:28:21  |
| 244                   | 1 Nov 2023         | Horror Artesanal Vol. 1                                           |                                                     | | 1:20:58  |
| 245                   | 8 Nov 2023         | La masacre en Waco Pt.1: El mesías pecador y los Davidianos       |                                                     | | 1:19:46  |
| 246                   | 15 Nov 2023        | La masacre en Waco Pt.2: El asedio y la tragedia                  |                                                     | | 1:06:54  |
| 247                   | 22 Nov 2023        | Terror en el mar: Fantasmas, marineros y desapariciones           |                                                     | | 1:08:29  |
| 248                   | 29 Nov 2023        | El Poltergeist de Tina Resh: Y el asesinato de Amber              |                                                     | | 1:06:35  |
| 249                   | 6 Dic 2023         | El notorio asesinato de Biggie y Tupac: Rap, Balas y resoluciones |                                                     | | 1:25:36  |
| 250                   | 13 Dic 2023        | Fantasmas de la Frontera: Migras, espectros y Bigfoot             |                                                     | | 1:07:42  |
| 251                   | 20 Dic 2023        | D.B. Cooper: Un robo a 33,000 pies de altura.                     |                                                     | | 1:19:30  |
| 252                   | 27 Dic 2023        | Necrofilia: Bienvenidos al Necroespectro                          |                                                     | | 1:36:22  |
| 253                   | 3 Ene 2024         | Muebles Malditos: Sillas, mesas y camas que matan                 |                                                     | | 1:24:08  |